# Seznam poljskih sociologov
Seznam poljskih sociologov.

## A
- Stanislav Andreski

## B
- Zygmunt Bauman (1925 - 2017) (poljsko-britanski)
- Hyppolit Boczkowski (poljsko-češki)
- Jan Stanisław Bystroń

## C
- Stefan Czarnowski

## D
- Henryk Domański

## F
- Ludwik Fleck

## G
- Piotr Gliński (Piotr Tadeusz Gliński)
- Feliks Gross (1906 - 2006) (polj.-ameriški)
- Ludwig Gumplowicz (1838 - 1909) (poljsko-avstrijski/nem.-jezični)

## H
- Julian Hochfeld (1911 - 1966)
- Henryk Holland (1920 - 1961)

## J
- Aleksandra Jasińska-Kania (hči Bołesława Bieruta in Małgorzate Fornalske)
- Stanislaw Jedrzejewski

## K
- Albin Kania
- Jan Krzysztof Kelus
- Ludwik Krzywicki
- Anna Kubiak
- Michał Kulesza

## L
- Sławomir Łodziński

## M
- Bronisław Malinowski (1884 - 1942) (poljsko-angleški antropolog)
- Władysław Markiewicz
- Mirosława Marody

## N
- Stefan Nowak (1924–1989)

## O
- Maria Ossowska (1896 - 1974)
- Stanisław Ossowski (1897 - 1963)

## P
- Bronisław Piotr Piłsudski (1866 - 1918) (antropolog)
- Adam Przeworski (1940; politolog-ZDA)
- Edward Prus (politolog)

## R
- Jacek Raciborski
- Janusz Regulski (1887 - 1983)
- Jerzy Regulski (politolog)

## S
- Andrzej Sakson
- Zygmunt Skórzyński
- Kazimierz M.(aciej) Słomczyński (1943) – poljsko-ameriški
- Paweł Śpiewak
- Jan Szczepański
- Piotr Sztompka

## W
- Andrzej (Stanisław) Walicki (1930–2020)
- Edmund Wnuk-Lipiński
- Jerzy Wiatr (politolog)
- Jan Jakub  "Kuba" Wygnański

## Z
- Jan Zielonka (poljsko-britanski)
- Florian Znaniecki